# 倉上淳士
倉上 淳士（くらがみ あつし）は、日本の漫画家。東京都出身。
初掲載は1995年（平成7年）、『コミックガンマ』（竹書房）で読み切り作品『アクシデント・ボイジャー』。初連載は同年『ミスターマガジン』（講談社）で発表した『しようよ♡』。以後、青年漫画誌や非成年指定のエロ漫画誌などを中心に作品を発表している。代表作の『ぎゃるかん』を含む、業界物の作品で知られる。

## 作風
業界物であっても業界事情の描写が主たる目的ではなく、その業界を舞台にしたエロチックな展開もあるラブコメディーであり、青春群像劇である。業界物以外でも前述の内容が基本となるが、少女漫画風な心の機微を描く作品やSF風の作品も手がけている。一方、非成年指定のソフトエッチ系雑誌である『Dokiッ!』や『ビタマン』に掲載された短編漫画ではギャグが前面に出た明るい展開から鬱鬱とした暗澹たる展開まで、様々である。
特徴的で繊細な描線は女性作家と間違われる一因で、その描線が描き出す女性キャラクター達は可愛く、萌えを感じさせる存在が少なくない。水彩で着色されるカラー原稿に滲みや掠れを多用しているのも特徴的である。但し、ウェブコミック連載『みこたん』では表示上、色が薄くて見えない懸念から業者が着色していた。

## 単行本リスト

### 一般向け作品
- しようよ♡（1995年 - 1996年、「ミスターマガジン」連載）（全2巻）[1]
- イヴの林檎（1997年 - 1998年、「ミスターマガジン」連載）（全5巻）[1][2]
- C.V.（1999年 - 2000年、「ミスターマガジン」連載）（全2巻）[1][2]
- ハグアル 翼持つ王（1999年 - 2000年、富士見書房「月刊コミックドラゴン」連載）[3]
- ダイナマイト・ハニー（1999年 - 2002年、講談社「ミスターマガジン」、「ヤングマガジンアッパーズ」に断続的に掲載された「古賀まい」主役の短編集）
- 特撮天使（2002年 - 2003年、「ヤングマガジンアッパーズ」連載）（全4巻）
- こぎゃるかん（双葉社2004年「COMIC HIGH」、2005年 - 2007年「コミックハイ!」連載）（全4巻）
- でびるなえびる（2007年 - 2008年、「コミックハイ!」連載）（全2巻）
- みこたん 巫女さまは女子高生（2008年 - 、「MiChao!」連載）（1巻 - 2巻）
- 絶対衝激 〜PLATONIC HEART〜（2008年 - 2010年、「コミックハイ!」連載 原作：八宝備仁）（全3巻）
- ご主人様と呼ばないで（2011年、芳文社『週刊漫画TIMES』連載 原作：盛口耀介）（全2巻）
- ガチAV（2011年 - 2013年、角川モバイルコミックス「ちょく読み」配信）（電子書籍全2巻）

### 成人向け作品
全て非成年指定の雑誌に掲載もしくは掲載されていたソフトエッチに属する作品である。
- エンジェル・シンドローム（1997年 - 2000年、竹書房「Dokiッ!」『Dokiッ!』掲載作品を中心に収録した成人向け漫画短編集）[4]
- CHIHA-YA（ちはや）（2000年 - 2001年、「Dokiッ!」連載）
- 彼女が一番（2000年 - 2003年、竹書房「ビタマン」『ビタマン』掲載作品を中心に収録した成人向け漫画短編集）
- ぎゃるかん（双葉社2000年 - 2002年、「WEEKLY漫画アクション」→2002年-2010年、「メンズヤング」→2010年-2011年、「WEBコミックハイ!」連載）（全15巻）

## スター・システム
手塚治虫への憧れを公言しており、手塚作品の特徴の一つである、いわゆる「スター・システム」を採用しているが、多くはゲスト出演の域を出ない控え目なものである。各作品の世界観が同一であることから大々的に採用しやすくはあるが、そうはしていない。『ぎゃるかん』と『こぎゃるかん』の姉妹作品といえども、『ぎゃるかん』登場人物の『こぎゃるかん』出演は『こぎゃるかん』の主役も務める「遠山亜季」と姉の「遠山百合子」以外は少ない。また、重要な登場人物でもない。
『ダイナマイト・ハニー』の「古賀まい」はスター・システムで大活躍する例外的な最たる存在。名前の無い脇役専門ながら、各作品を跨いで頻繁に登場するキャラクターの存在は複数認められる。

## 他メディアへの展開
- しようよ♡ - 1996年にテレビ朝日系のウイークエンドドラマ枠でテレビドラマ化。
- ぎゃるかん - 2004年にコミックとらのあなのポイント交換用景品（非売品）としてドラマCD化。
- こぎゃるかん - 2009年にGPミュージアムより全2巻のオリジナルビデオ作品として実写ドラマ化。